# Parnàs (Mantegna)
L'anomenat Parnàs és una pintura al tremp sobre tela (159 × 192 cm) d'Andrea Mantegna, que data de 1497 i avui es conserva al Louvre de París.

## Història
El llenç va ser el primer de la sèrie de decoracions pictòriques per a l'estudi d'Isabella d'Este al castell de San Giorgio a Màntua. Hi ha documentació que el mestre va rebre la pintura per enllestir l'obra l'any 1497 i en aquest mateix període Alberto da Bologna va enviar una carta a Ferrara, a la marquesa itinerant Isabella, informant-li que al seu retorn trobaria l'obra acabada.
El complex programa iconogràfic, ric en valors al·legòrics, el va aportar potser la poeta i assessora d'Isabella el poeta Paride da Ceresara.
Després de la mort de l'artista (1506), potser coincidint amb el trasllat de l'estudi als nous apartaments de la marquesa (1523), el Parnàs fou repintat en part per actualitzar els colors a la tècnica de l'oli i l'estil al colorisme aleshores dominant. Aquesta intervenció potser va ser realitzada per Lorenzo Leonbruno i va afectar grans àrees, en particular els caps de les Muses, Apol·lo, Venus i el paisatge visible més enllà de l'arc rocós.
El llenç, amb els altres de l'estudi, va ser donat cap al 1627 al cardenal Richelieu i va ser traslladat a París, on en temps de Lluís XIV va entrar a les col·leccions reials. Des d'allà, després de la Revolució Francesa, va desembocar al museu del Louvre.

## Descripció i estil

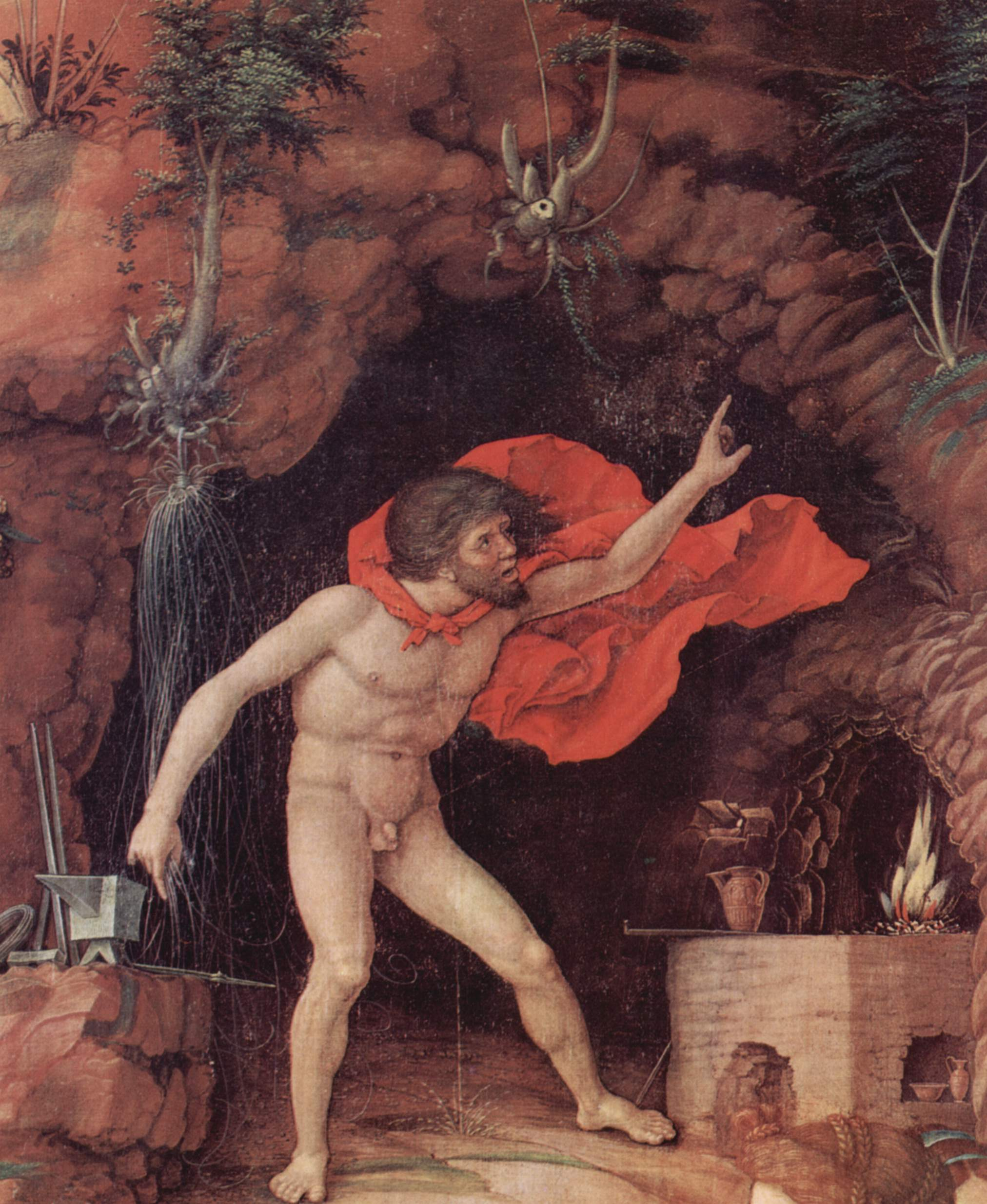
Vulcano a la seva forja

La interpretació tradicional es basa en un poema de Battista Fiera de finals del segle xv, on la pintura s'identificava com una representació del Parnàs, culminant amb l'al·legoria d'Isabel com a Venus i el seu marit Francesco Gonzaga com a Mart, sota el regnat del qual van florir les arts simbolitzades per Apol·lo i les Muses.
En general l'obra mostra l'amor adúlter entre Venus i Mart, representat sobre un arc de roca natural davant d'un llit simbòlic, al fons la vegetació té molts fruits al costat esquerre (mascle) i només un al costat dret (femení).), simbolitzant la fecundació. La posada de Venus està presa d'una estatua antiga, però essencialment la deessa apareix com una dona real, amb tota la seva bellesa voluptuosa: la pell blanca de la seva nuesa destaca sobretot si es compara amb l'armadura de Mart. Amb ells es troba Anteros o Amor celestial, que beneeix la seva unió. Venus té a la mà la fletxa daurada de Cupido desarmat, amb la qual genera amor. És una exaltació de l'amor diví, en contraposició a l'amor carnal, que genera Harmonia. Aquest últim, encara sostenint l'arc, té una cerbatana llarga amb la qual apunta als genitals de Vulcà, marit de Venus, que es representa a la seva cova-farga, intentant forjar noves fletxes. Darrere seu hi ha un grapat de raïm, potser símbol de la intemperància dels borratxos.

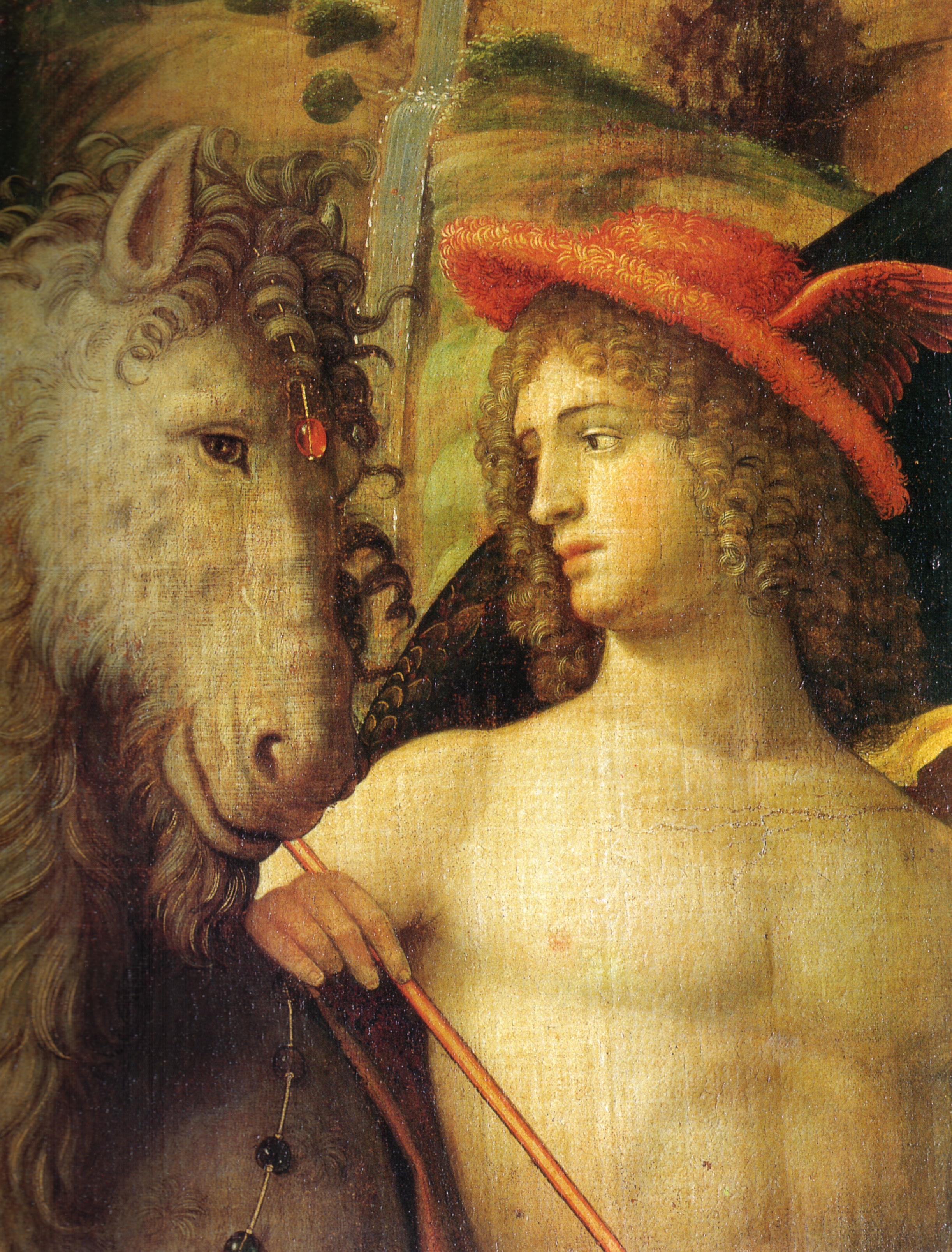
Mercuri i Pegàs.

A la clariana sota l'arc Apol·lo (a l'esquerra, ja confós amb Orfeu en l'inventari de 1542) toca la cítara i les nou Muses ballen alegrement, simbolitzant l'harmonia universal: la capacitat de Mantegna per orquestrar els moviments del gran grup era una ballarina remarcable, la qual roba fluida crea un ritme lineal de gran refinament. Segons la mitologia, el cant de les nou germanes va provocar erupcions volcàniques i altres cataclismes, simbolitzats a les muntanyes que s'enfonsen a la part superior esquerra. Pegàs va posar remei a aquests desastres estampant la seva peülla: de fet, està representada en primer pla a la dreta, per tant una mida una mica més gran, amb joies i en l'acte d'aixecar la pota. El seu toc de peülles també va fer que brollés la font d'Hipocrene que alimentava les cascades del mont Helicon, visibles al fons: les Muses ballaven just en un bosquet d'aquesta muntanya, per la qual cosa la titulació tradicional com "Parnàs" seria inexacta.
Al seu costat hi ha Mercuri atrapat en una postura contemplativa i vestit amb els seus atributs típics com el barret alat, el caduceu (pal amb serps entrellaçades) i les sabates del missatger dels déus. La seva presència s'explica pel fet que va assegurar la protecció de la parella adúltera.